# Krzysztof Koczoń
Krzysztof Koczoń (ur. 31 marca 1982 w Siedlcach) – polski sprinter, brązowy medalista Mistrzostw Europy Juniorów w sztafecie 4x100 m w 2001 roku.

## Osiągnięcia
- Srebrny medalista Ogólnopolskiej Olimpiady Młodzieży na dystansie 200m Zielona Góra 1999 r.,
- Mistrz Polski Juniorów na 100m Zielona Góra 2001 r.[1],
- Brązowy medalista Mistrzostw Europy Juniorów w Grosseto w sztafecie 4x100 m[1].

## Rekordy życiowe
- bieg na 60 m – 6.94 s
- bieg na 100 m – 10.64 s
- bieg na 200 m – 21.35 s (2003)
- bieg na 300 m – 33.42 s
- bieg na 400 m – 48.40 s
- Skok w dal - 7.18m
- Skok wzwyż – 185cm
- Rzut oszczepem – 51.29m
- Sztafeta 4 x 100 m (Mariusz Latkowski, Marcin Świerczyński, Krzysztof Koczoń, Paweł Ptak) – 39.96s